# خوتکای آندامان
خوتکای آندامان (نام علمی: Anas albogularis) نام یک گونه از سرده انس است.